# Mateusz Gorzewski
Mateusz Gorzewski (ur. 8 lutego 1987 w Łodzi) – polski siatkarz, reprezentant Polski kadry juniorów, pochodzi z Rawy Mazowieckiej, pierwszy klub RKS Mazowia Rawa Mazowiecka, ukończył Szkołę Mistrzostwa Sportowego w Spale. W sezonie 2004/2005 był zawodnikiem SMS Spała i Jastrzębskiego Węgla. Sezon 2005/06 spędził jako zawodnik MOS Wola (wypożyczenie z JW). Sezony 2006/2007 oraz 2007/2008 spędził w drużynie JW, a na sezon 2008/2009 został wypożyczony do Gwardii Wrocław. Sezon 2010/2011 spędził w lidze białoruskiej, w zespole Technopribor Mogilew, zajmując 6. miejsce w tabeli. W sezonie 2011/2012 był zawodnikiem Jokera Piła.

## Warunki fizyczne i charakterystyka
- waga: 90 kg
- wzrost: 196 cm
- zasięg w ataku: 345 cm
- zasięg w bloku: 320 cm
- pozycja: przyjmujący
- numer na koszulce: 7 (reprezentacja)

## Kariera sportowa
2003 – Mistrzostwo Polski Juniorów Młodszych (wypożyczenie przez Wifama Łódź)
2005 – II miejsce Mistrzostw Polski Juniorów (wypożyczenie przez MOS Wola Warszawa)
2005 – Mistrzostwo Europy Kadetów (reprezentant Polski – kapitan drużyny)
2007 – Wicemistrzostwo Polski (KS Jastrzębski Węgiel)
2008 – Wicemistrzostwo Polski (KS Jastrzębski Węgiel)